# Cajeta

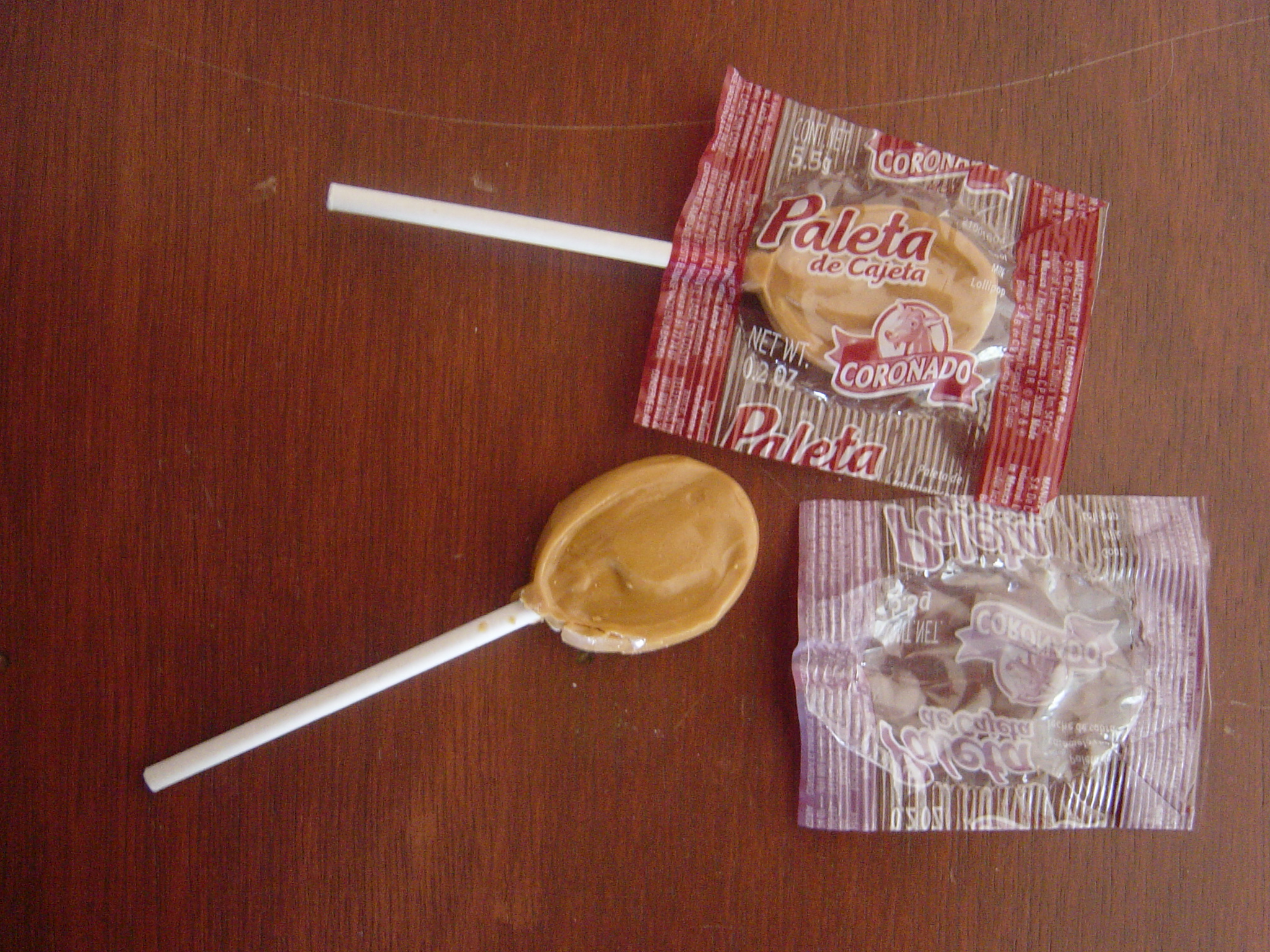
Lecca-lecca di Cajeta

La Cajeta de Celaya è un dulce de leche, ovvero un dessert a base di latte, elaborato mediante l'unione di latte di capra, zucchero di canna e cannella. È originario della città di Celaya, in Messico.
La differenza tra il dulce de leche argentino e la cajeta messicana sta nel gusto e nella consistenza. Per il primo si utilizza il latte di mucca, mentre per il secondo quello di capra. Nel 2010 è stato nominato "Dessert messicano bicentenario".

## Origine
Dal periodo delle colonie nella Nuova Spagna si elaboravano dulces de leche nella tradizione iberica. In principio nella regione del "Bajio" e così come nell'antica " Villa de nuestra Señora de la Asunción de Zelaya " l'utilizzo del latte di capra si sostituì nelle ricette originali che si basavano nel latte di mucca dando come risultato una ricetta e un dolce diverso che acquisì il nome di cajeta dovuto alle scatole (cajas) di legno nelle quali originalmente si conservava il dolce.

## Tipi e varietà
Esistono tre tipi di cajetas classificate rispetto ai sapori e agli ingredienti:
- Cajeta quemada: letteralmente "cajeta bruciata". È la presentazione tradizionale del dolce.
- Envinada: la cajeta acquisisce un sapore di vino dovuto all'aggiunta di una leggera percentuale di alcool nella preparazione.
- Cajeta de vainilla: nella preparazione del dolce si aggiunge la vaniglia per un sapore più dolce, leggero e diverso.

È inoltre possibile aggiungere a qualsiasi di queste varietà altri ingredienti come frutta secca o uvetta.
Si è creata una vasta gamma di prodotti e dolciumi derivati da questo dolce, tra i quali si trovano wafer, toffee e lecca lecca.
La cajeta nacque nella città di Celaya, Guanajuato, stato dove cominciò la guerra di indipendenza messicana nel 1810 con il famoso Grito de Dolores del prete Miguel Hidalgo. In Celaya, Hidalgo ricevette dai suoi assistenti la nomina di Capitano generale delle Americhe, e decise che la cajeta fosse un elemento importante dell'Indipendenza, data la facilità d trasportarla, e la sua lunga conservazione, trasformandosi così in un importante elemento per le diete delle truppe scarsamente alimentate.
Nel settembre del 2010 la cajeta venne dichiarata "Il dessert del bicentenario messicano", facendo onore alla sua storia, origine e provenienza.

## Produzione
Oggi la produzione della cajeta si fa in gran parte in maniera industriale e aggiungendo latte di mucca, anche se in Celaya risulta ancora preparata in modo tradizionale ad eccezione del confezionamento che ora si fa in contenitori di vetro, anche se si può trovare in contenitori di plastica di diverso colore.